# سكوت بارني
سكوت بارني هو لاعب هوكي الجليد كندي، ولد في 27 مارس 1979 في أوشاوا في كندا.

## وصلات خارجية
- سكوت بارني على موقع دوري الهوكي الوطني (الإنجليزية)
- سكوت بارني على موقع قاعة مشاهير الهوكي (لاعب أن.إتش.أل) (الإنجليزية)
- سكوت بارني على موقع EliteProspects.com (الإنجليزية)
- سكوت بارني على موقع HockeyDB.com (الإنجليزية)
- سكوت بارني على موقع Hockey-Reference.com (الإنجليزية)